# Vierburen (waterschap)
Vierburen is een voormalig waterschap in de provincie Groningen.
Het waterschap lag ten noorden van Spijk. De noordoostgrens lag op de buitenteen van de slaperdijk met de Oostpolder, de zuidoostgrens op de wegen Nieuwestad, Kleine Dijkstraat en de Spijkster Oudedijk, de zuidwestgrens ten zuiden van de Hooiweg, op 600 m evenwijdig hieraan lag de noordwestgrens op de Kolholsterweg (de grens tussen de gemeenten Eemsdelta en Het Hogeland). De voornaamste afwatering is het Spijksterriet en het Kleine Tjariet. Het Spijksterriet ging via de Bierumerpomp door de slaperdijk. Het Kleine Tjariet ging door de Kleine pomp en liep dan langs de slaperdijk onder de naam Lutje Berm naar het Spijksterriet. Deze laatste loosde het gezamenlijke water dan via de Groote Bierumerpomp in de zeedijk op de Eems.
Na de jaren 70 wordt de afwatering anders. Het Spijksterriet loopt nu via de Tillenriet naar het gemaal Spijksterpompen en het Kleine Tjariet mondt uit in het Groote Tjariet.
Waterstaatkundig gezien ligt het gebied sinds 1995 binnen dat van het waterschap Noorderzijlvest.

## Naam
Het waterschap was genoemd naar de streek die het bemaalde.